# Joseph Cramer
Joseph Cramer   (Wageningen, 9 de febrer de 1844 - 31 d'agost de 1899) va ser un violinista neerlandès.

## Antecedents
Joseph Hubert Neujean va ser registrat per la llevadora el 2 de març de 1844 com a fill de Josephina Neujean, filla del recaptador d’impostos Joseph Hubert Neujean. El desembre de 1844 es va casar amb Jan Andries Cramer, un antic oficial de salut, fill del cirurgià Jan Jacob Cramer. Cramer va reconèixer el nen durant el matrimoni. Joseph Hubert es va casar amb Bertha Ernestine Sibilla Nolthenius, germana del crític musical Hugo Nolthenius, el 7 d'agost de 1878 a Naarden. A causa d'una malaltia lleu, ell i la seva dona s'havien traslladat a Bad Elster, on es va recuperar de la fatiga i del refredat, però també va morir de sobte de pneumònia. Inicialment va ser enterrat a Bad Elster, però va tornar a enterrar-se el març de 1901 al cementiri general de Bussum, on vivia la seva dona. El desembre de 1901 es va afegir un monument commemoratiu, una columna amb la inscripció del seu nom, la data de naixement i mort, una musa tallada de les cordes i una branca de palmera dissenyada per Mendes da Costa. Daniel de Lange va escriure l'obituari a The News of the Day (4 de setembre de 1899) i va pronunciar el discurs a l'erecció del monument.

## Música
Va rebre la seva formació musical des de la primera infància de mans dels senyors Rode, Gravenstein i Laudenbach, que després tocaven a la capella de la "França Tuin d'Amsterdam". Del 1853 al 1856 va rebre lliçons de Johannes Bernardus van Bree també a Amsterdam. Ja als dotze anys va debutar en un concert, tocant el concert per a violí núm. 8 de Louis Spohr i el Fantaisie Caprice d'Henri Vieuxtemps al palau Felix Meritis. Després es va traslladar als Països Baixos. Des del 1856 va anar a estudiar a Brussel·les amb Hubert Leonard i va tocar a concerts de, per exemple, l'Associació d'artistes músics i a la "Salle du Vauxhall". No obstant això, va completar els seus estudis a Leipzig amb Ferdinand David, alumne de Spohr. A Leipzig també va actuar amb l'orquestra Gewandhaus. Es va traslladar a Weimar i va formar part del cercle d'amics al voltant de Franz Liszt, amb qui també tocava ocasionalment, fins i tot fins a la cort de Weimar. Del 1861 al 1864 es va quedar a Groningen per convertir-se en músic de cambra i concertista / violinista solista.
Després d'aquest temps, es va traslladar de nou a Amsterdam, on va tocar amb C.P. Holkamp i Henri Viotta, violoncel·lista en aquell moment. Quan es va fundar el Paleisorkest (l’orquestra resident del Paleis voor Volksvlijt) el 1865, se li va demanar que actués com a violinista solista. Va acceptar aquesta posició, però també va tocar al quartet de corda de Frans Coenen. Va succeir el mateix Coenen com violinista a l'orquestra de Maatschappij Caecilia. Viotta el va anomenar un dels millors violinistes en el seu Lexicon der Toonkunst de 1881, en part després que Cramer hagués fet diverses actuacions a França.
A la fundació del Conservatori d'Amsterdam, on també va participar, va ser nomenat professor principal de violí, tenint entre els seus alumnes en Arthur Oróbio de Castro. A més d'aquest càrrec, també va ocupar el càrrec de mestre d'orquestra a l'Associació Wagner i, en aquest càrrec, també va tocar a l'orquestra del Bayreuther Festspiele. També va ser un dels pocs directors de concert de l'Amsterdamsche Orkest Vereniging, del qual aviat sorgiria l'Orquestra Concertgebouw.
La composició Liebesrauch va ser publicada per ell, es desconeixen altres obres.